# Domba (sockenhuvudort i Kina, Qinghai Sheng, lat 32,31, long 95,58)
Domba (kinesiska: 东坝, 东坝乡, 芦沟卡) är en sockenhuvudort i Kina. Den ligger i provinsen Qinghai, i den nordvästra delen av landet, omkring 740 kilometer sydväst om provinshuvudstaden Xining. Antalet invånare är 6 852. Befolkningen består av 3 465 kvinnor och 3 387 män. Barn under 15 år utgör 34 %, vuxna 15-64 år 58 %, och äldre över 65 år 6,0 %.
Runt Domba är det mycket glesbefolkat, med 4 invånare per kvadratkilometer. Det finns inga andra samhällen i närheten. Trakten runt Domba består i huvudsak av gräsmarker.
Genomsnittlig årsnederbörd är 745 millimeter. Den regnigaste månaden är juni, med i genomsnitt 160 mm nederbörd, och den torraste är november, med 3 mm nederbörd.